# Quebrada Las Amarillas
La quebrada Las Amarillas es un curso natural de agua ubicado sobre el límite internacional entre la Región de Atacama y la Provincia de Catamarca, de Chile y Argentina respectivamente. Está ubicado al oriente del salar de Wheelwright y al sur de la cuenca hidrográfica de la laguna Escondida (Atacama).: 47 
La parte alta de su cuenca esta en Argentina, que es donde nace la quebrada, y su parte baja en Chile. Esta cuenca no tiene salar ni laguna sino que sus aguas se sumen en la llamada Pampa de Los Amarillos, hasta donde llega desde el norte la quebrada Los Barriales.
El área de la cuenca es de 184 km² y su altura media es de 4893 m s. n. m.: 42  Las áreas en ambos países son aproximadamente iguales.: 38 